# Amanda Plummer

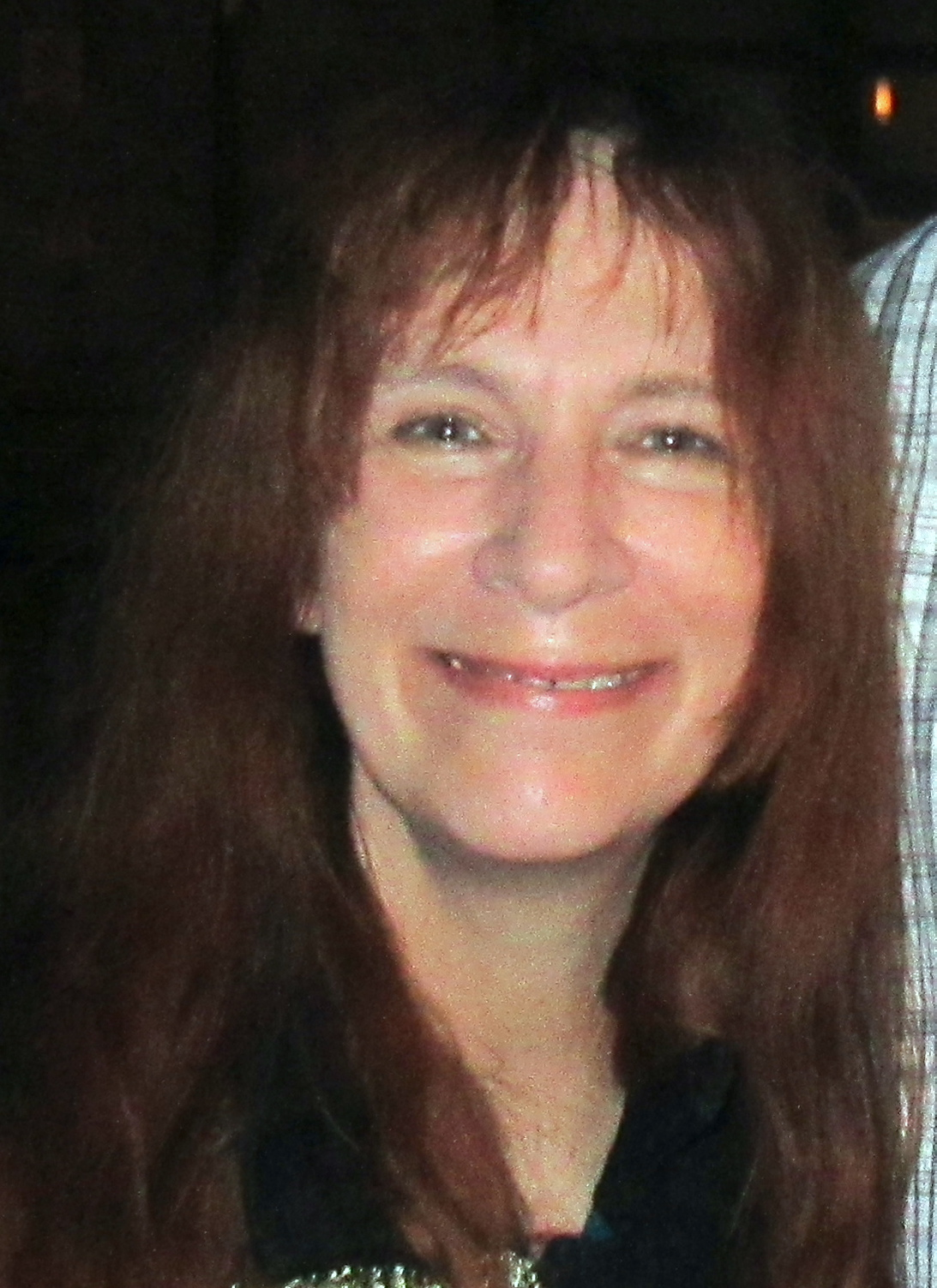
Amanda Plummer, 2018

Amanda Michael Plummer (* 23. März 1957 in New York City) ist eine US-amerikanische Schauspielerin.

## Leben und Leistungen
Amanda Plummer ist eine Tochter der Schauspieler Christopher Plummer und Tammy Grimes. Ihre Eltern trennten sich drei Jahre nach ihrer Geburt. Sie wuchs bei ihrer Mutter in New York auf, wo sie die École Francaise und die United Nations High School besuchte. Ein Studium am Middlebury College brach sie ab. Die US-amerikanische Schauspielerin Michael Learned (bekannt aus Die Waltons) ist ihre Patentante. 
1963 hatte sie ihren ersten Auftritt als Kind in einem Dokumentarfilm mit und über ihren Vater. Plummer debütierte als Filmschauspielerin an der Seite von Scott Glenn, Diane Lane und Burt Lancaster in dem Western Zwei Mädchen und die Doolin-Bande aus dem Jahr 1981. In der Komödie Hotel New Hampshire (1984) mit Rob Lowe, Jodie Foster und Nastassja Kinski spielte sie eine Terroristin, die versucht, die Familie Berry vor ihren Genossen zu warnen. Für ihre Rolle in dem Filmdrama König der Fischer (1991) von Terry Gilliam mit Jeff Bridges und Robin Williams wurde Plummer 1992 für einen British Academy Film Award nominiert. Ihre Rolle in dem Fernsehdrama Miss Rose White (1992), in dem sie an der Seite von Kyra Sedgwick spielte, brachte ihr 1992 den Emmy und 1993 eine Golden-Globe-Nominierung ein. Für ihre Rolle in Pulp Fiction (1994) erhielt sie eine Nominierung für den American Comedy Award. In dem Thriller Butterfly Kiss (1995) von Michael Winterbottom übernahm sie eine Hauptrolle neben Saskia Reeves.
Für das Theaterstück Agnes – Engel im Feuer, in dem sie neben Elizabeth Ashley und Geraldine Page auftrat, gewann Plummer 1982 einen Tony Award. Im Jahr zuvor war sie bereits für ihre Rolle in dem Stück A Taste Of Honey für diesen Preis nominiert worden. Eine weitere Tony-Nominierung brachte ihr 1987 ihre Hauptrolle in dem Theaterstück Pygmalion, in dem sie „Eliza Doolittle“ verkörperte.
2013 übernahm sie die Rolle der „Wiress“ in dem Science-Fiction-Film Die Tribute von Panem – Catching Fire.
Die Schauspielerin Elaine Taylor, die dritte Ehefrau ihres Vaters, ist ihre Stiefmutter.

## Filmografie (Auswahl)
- 1963: 30 Minutes, Mister Plummer (Dokumentarkurzfilm)
- 1981: Zwei Mädchen und die Doolin-Bande (Cattle Annie and Little Britches)
- 1982: Garp und wie er die Welt sah (The World According to Garp)
- 1983: Daniel
- 1984: Hotel New Hampshire
- 1987: Made in Heaven
- 1989: Miami Vice (Fernsehserie, Folge 5x09)
- 1989: Geschichten aus der Gruft (Fernsehserie, Folge 1x05)
- 1990: Joe gegen den Vulkan (Joe Versus the Volcano)
- 1991: König der Fischer (The Fisher King)
- 1992: Freejack – Geisel der Zukunft (Freejack)
- 1992: Miss Rose White
- 1993: Liebling, hältst Du mal die Axt? (So I Married an Axe Murderer)
- 1993: In einer kleinen Stadt (Needful Things)
- 1994: Nostradamus
- 1994: Pulp Fiction
- 1995: The Final Cut – Tödliches Risiko (The Final Cut)
- 1995: Butterfly Kiss
- 1995: God’s Army – Die letzte Schlacht (The Prophecy)
- 1996: Freeway
- 1996–2000: Outer Limits – Die unbekannte Dimension (The Outer Limits, Fernsehserie, zwei Folgen)
- 1997: American Perfect (Alternativtitel: Kopf oder Zahl – Ein mörderisches Spiel) (American Perfekt)
- 1997: Hysteria
- 1998: L.A. Without a Map
- 1999: 8½ Women
- 2000: The Million Dollar Hotel
- 2000: Du lebst noch 7 Tage (Seven Days to Live)
- 2002: Ken Park
- 2002: Lass Dir was einfallen! (Get a Clue)
- 2003: Mein Leben ohne mich (My Life Without Me)
- 2003: Mimic 3: Sentinel
- 2004: Law & Order: Special Victims Unit (Fernsehserie, Folge 6x09)
- 2006: Battlestar Galactica (Exodus Teil 1)
- 2008: Red
- 2011: Dr. Ketel – Der Schatten von Neukölln
- 2012: Small Apartments
- 2013: Die Tribute von Panem – Catching Fire (The Hunger Games: Catching Fire)
- 2014: Hannibal (Fernsehserie, Folge 2x04)
- 2015: The Blacklist (Fernsehserie, Folge 2x13)
- 2016: Die Tänzerin (La danseuse)
- 2018: A Young Man with High Potential
- 2020: Ratched (Fernsehserie, 7 Folgen)
- 2021: Night Raiders
- 2022: Showing Up
- 2023: Star Trek: Picard (Fernsehserie, 6 Folgen)

## Bühnenrollen
- 1979: A Month in the Country
- 1981: A Taste of Honey
- 1982: Agnes of God
- 1983: The Glass Menagerie
- 1985: A Lie of the Mind
- 1986: You Never Can Tell
- 1987: Pygmalion
- 1990: Abundance
- 1998: Killer Joe
- 2005: The Lark
- 2006: Summer and Smoke
- 2013: The Two-Character Play

## Auszeichnungen
- 1981: Tony-Award-Nominierung für A Taste of Honey
- 1982: Tony Award für Agnes – Engel im Feuer
- 1987: Tony-Award-Nominierung für Pygmalion
- 1989: Emmy-Nominierung für L.A. Law – Staranwälte, Tricks, Prozesse
- 1992: BAFTA-Award-Nominierung für König der Fischer
- 1992: Emmy für Miss Rose White
- 1993: Golden-Globe-Nominierung für Miss Rose White
- 1994: Saturn Award für In einer kleinen Stadt
- 1995: American-Comedy-Award-Nominierung für Pulp Fiction
- 1996: Emmy für Outer Limits – Die unbekannte Dimension
- 1996: CableACE-Award für Im Auge des Sturms
- 2005: Emmy für Law & Order: Special Victims Unit